# Didier Conrad
Didier Conrad (Marsiglia, 6 maggio 1959) è un fumettista francese, conosciuto per le opere su Asterix e su Spirou.

## Opere fumettistiche
- Bob Marone (1981 - 2005)
- Les Innommables (1982 - 2004)
- Donito (1991 - 1996)
- Cotton Kid (1999 - 2003)
- Tigresse Blanche (2005 - 2010)
- Asterix (2013 - in corso)